# Vinkovci
Vinkovci so mesto z okoli 33.000 prebivalci na Hrvaškem, ki upravno spada pod Vukovarsko-sremsko županijo.
Vinkovci se nahajajo ob reki Bosut in so poleg Osijeka gospodarsko, upravno in trgovsko središče Slavonije, hrvaške pokrajine med rekama Donavo in Savo. Mesto velja za eno najstarejših v Evropi, o čemer priča tudi najdba najstarejšega indoevropskega koledarja Orion, ki ga uvrščajo v obdobje okoli 2600 let pr. n. št.

## Demografija
| Pregled števila prebivalcev po letih | Pregled števila prebivalcev po letih | Pregled števila prebivalcev po letih | Pregled števila prebivalcev po letih | Pregled števila prebivalcev po letih | Pregled števila prebivalcev po letih | Pregled števila prebivalcev po letih | Pregled števila prebivalcev po letih | Pregled števila prebivalcev po letih | Pregled števila prebivalcev po letih | Pregled števila prebivalcev po letih | Pregled števila prebivalcev po letih | Pregled števila prebivalcev po letih | Pregled števila prebivalcev po letih | Pregled števila prebivalcev po letih |
| ------------------------------------ | ------------------------------------ | ------------------------------------ | ------------------------------------ | ------------------------------------ | ------------------------------------ | ------------------------------------ | ------------------------------------ | ------------------------------------ | ------------------------------------ | ------------------------------------ | ------------------------------------ | ------------------------------------ | ------------------------------------ | ------------------------------------ |
| 1857                                 | 1869                                 | 1880                                 | 1890                                 | 1900                                 | 1910                                 | 1921                                 | 1931                                 | 1948                                 | 1953                                 | 1961                                 | 1971                                 | 1981                                 | 1991                                 | 2001                                 |
| 3632                                 | 4802                                 | 6117                                 | 6954                                 | 8634                                 | 10455                                | 11421                                | 14724                                | 17219                                | 19179                                | 23192                                | 29106                                | 33004                                | 35347                                | 33239                                |